# FB PM-63
A PM-63 RAK, alcunhada Ręczny Automat Komandosów ("[arma] automática de porte dos comandos"), e cujo acrônimo significa câncer ou lagostim em polonês, é uma submetralhadora polonesa em 9×18mm, projetada por Piotr Wilniewczyc em cooperação com Tadeusz Bednarski, Grzegorz Czubak e Marian Wakalski. A RAK combina as características de uma pistola semiautomática e de uma submetralhadora totalmente automática.

## História
O desenvolvimento do RAK remonta ao final da década de 1950, quando o conceito foi proposto pela primeira vez na Universidade de Tecnologia de Varsóvia em resposta à necessidade de uma arma defensiva leve e portátil para soldados do escalão de retaguarda, como equipes de peças e motoristas de veículos. Após a morte do projetista-chefe Piotr Wilniewczyc em 1960, o desenvolvimento da submetralhadora foi finalmente retomado e concluído pela fábrica estatal de armas Łucznik na cidade de Radom, onde foi produzida até 1977. Após um exame minucioso, a PM-63 foi aceita em serviço no Exército Popular da Polônia e na polícia em 1965 como o 9 mm pistolet maszynowy wz. 1963  ("pistola-metralhadora 9mm modelo 1963").
Um pequeno número dessa arma foi exportado para vários países árabes, o Vietname e a antiga Alemanha Oriental. Uma versão ligeiramente modificada e não-licenciada da PM-63 foi produzida pela República Popular da China como Tipo 82, que vendeu a arma para nações politicamente aliadas na Ásia.
A PM-63 aparece no logotipo da Organização para a Libertação do Afeganistão.

## Detalhes do projeto

### Mecanismo operacional
A RAK é uma pistola automática de tiro seletivo operada por recuo de gases direto, disparada da posição de ferrolho aberto. Ao contrário da maioria das submetralhadoras que disparam com ferrolho aberto, a PM-63 possui um ferrolho de culatra externo alternativo, também conhecido como corrediça. A corrediça faz parte do dispositivo de redução da cadência de tiro.
Quando o gatilho é puxado, o ferrolho é liberado e impulsionado pela mola recuperadora, retirando uma bala do carregador e alimentando-a na câmara. Assim que o cartucho está alinhado com a câmara, o extrator agarra o aro na base do estojo e a arma dispara enquanto o ferrolho ainda avança. O impulso de disparo retarda o movimento para frente da corrediça e a empurra para trás. O extrator segura o estojo vazio até que o ejetor a empurre através da janela de ejeção à direita da corrediça. O deslizamento continua para trás e a mola recuperadora, localizada sob o cano, é totalmente comprimida. A corrediça passa por uma alavanca retardadora que se encaixa e segura a corrediça na parte traseira. O dispositivo redutor de cadência, um amortecedor de inércia na parte traseira da corrediça, continua para trás sob seu próprio impulso e comprime a mola do amortecedor.
Quando a mola está totalmente comprimida, ela lança o retardador para frente e isso empurra a alavanca do retardador para baixo, desengatando-a do ferrolho e, desde que o gatilho ainda esteja pressionado e a munição permaneça no carregador, o ferrolho avança para repetir o ciclo de disparo.

### Características
A submetralhadora RAK consiste nos seguintes componentes principais: o cano, a armação (contendo a coronha, o punho da pistola e o punho dianteiro), o ferrolho, a mola recuperadora e a haste guia da mola e o carregador. A corrediça abriga um amortecedor de inércia e um mecanismo retardador de mola, projetado para reduzir a cadência de tiro da arma para 650 tiros/min, a partir de uma frequência natural de cerca de 840 tiros/min. A corrediça gira ao redor do cano até a boca do cano e tem uma extensão que serve como um compensador de recuo que desvia os gases do cano para cima para neutralizar a elevação natural da arma ao disparar no modo automático. O compensador tem o formato de uma colher longa e pode ser usado para engatilhar a arma com apenas uma mão, pressionando o compensador contra uma superfície vertical rígida até que o ferrolho trave.
Um extrator com mola é instalado dentro da corrediça e uma parede lateral elevada do carregador assentado atua como ejetor do estojo. O mecanismo de percussão possui um percutor fixado dentro do ferrolho. O mecanismo de controle de disparo não possui seletor de disparo, mas está equipado com um gatilho progressivo de dois estágios que permite disparo semiautomático (após puxar o gatilho de volta ao primeiro batente e soltá-lo rapidamente) e disparo contínuo (puxar o gatilho completamente para trás e segurando-o). A segurança manual protege a RAK contra disparo acidental, imobilizando o ferrolho nas posições dianteira, traseira e intermediária que o ferrolho assume quando a arma está sendo desmontada ou montada. O registro de segurança está localizado no lado esquerdo da armação da arma, atrás do punho da pistola.
A coronha metálica retrátil (feita de tiras de barra plana) termina com uma almofada de ombro giratória. A coronha é retirada e usada com a empunhadura vertical dobrável para fornecer uma fixação estável durante o disparo automático. O cano da arma, que pode ser removido pelo operador em condições de campanha, possui alma revestida de cromo e 4 ranhuras à direita com passo de torção de raiamento de 1 em 252mm (1:10 pol.).

### Mira
A RAK tem mira de ferro, e a mira traseira articulada (tipo aberta) oferece dois entalhes com configurações de alcance para disparar a 75 e 150m. As lâminas traseira e frontal são fixadas na superfície superior do ferrolho, tornando muito difícil apontar a arma e corrigir o tiro seguinte, principalmente no modo de tiro rápido.

### Alimentação
A PM-63 RAK é alimentada por dois tipos de carregadores de cofre bifilar: um carregador curto de 15 tiros e um carregador longo de 25 tiros (os carregadores ficam dentro do punho oco da pistola). O retém do carregador fica na parte inferior do punho da pistola. Depois que o último cartucho foi disparado do carregador, a corrediça é travada aberta no retém da corrediça. As tampas do punho da pistola e o punho vertical dobrável frontal são feitos de material plástico sintético.

### Acessórios
A RAK pode ser usada como uma pistola normal, com uma única mão. O equipamento adicional fornecido com a submetralhadora inclui três carregadores longos sobressalentes e um carregador curto, um coldre, bandoleira, porta-carregador e uma haste de limpeza e frasco de lubrificante. Um silenciador todo em metal, projetado por Marian Gryszkiewic, pode ser usado com o PM-63.

### Variantes
Em 1971, uma versão do PM-63 foi desenvolvida em Radom para o cartucho 9×19mm Parabellum, designada PM-70. Apenas algumas unidades desta versão foram construídas em um lote de pré-produção de protótipo e a produção posterior foi abandonada devido à falta de demanda. Uma variante conhecida como PM-73 foi adaptada para o cartucho .380 ACP (9×17mm Short) e também uma versão com silenciador, mas estas não conseguiram obter encomendas.

## Usuários

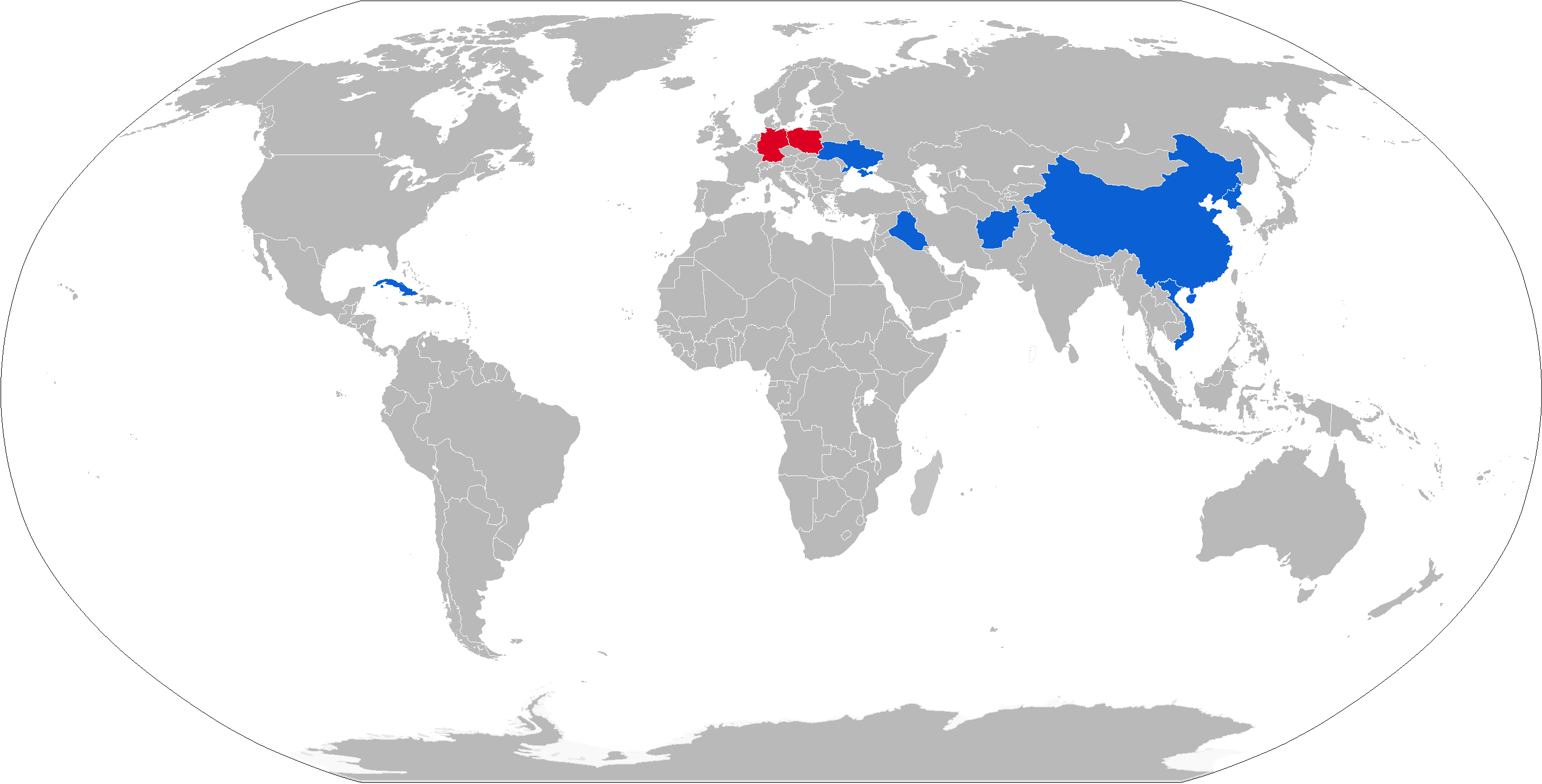
Mapa com operadores PM-63 em azul e ex-operadores em vermelho.

### Usuários atuais
- Afeganistão[6]
- China: PM-63 capturados nos conflitos sino-vietnamitas e produzidos localmente como o Tipo 82.
- Cuba
- Iraque
- Coreia do Norte
- Síria[6]
- Vietnã
- Ucrânia: Número desconhecido doado pela Polônia e usado na invasão russa da Ucrânia em 2022. Um capturado pelas forças russas.[7]

### Ex-usuários
- Alemanha Oriental: Usado pela Volkspolizei.[8]
- Polônia[9]
- República Democrática do Afeganistão[6]

### Atores não-estatais
- Palestina – Usado pela Frente de Libertação Árabe.[10]
- Tigres Tâmeis[11]